# Berliet Stradair
 (février 2019).
Le Berliet Stradair est un camion de type porteur et tracteur routier de la marque française Berliet, fabriqué de 1965 à 1970 à environ 3 000 exemplaires.

## Historique
Le mot Stradair est la contraction des mots italien « strada » (route) et français « air ».
A cette époque (années 1960/70), les frontières de la France étaient bien gardées et les produits importés lourdement taxés. Les produits des constructeurs français régnaient en maîtres absolus dans un marché sans concurrence. Sur les routes de l'hexagone circulaient quelques rares camions de marque étrangère, des gros porteurs de chantier Magirus, Mercedes ou Fiat, mais dans la gamme 5-10 tonnes, l'italien OM, distribué par la filiale de Fiat Unic était le seul constructeur à offrir une gamme complète de camions.
Paul Berliet, qui avait solidement assis la réputation de ses camions de moyen et gros tonnage, est conscient de la nécessité qu'il pourrait aussi s’affirmer dans le secteur des petits véhicules, en particulier celui des livraisons urbaines, dont le marché connaît une forte expansion et dominé par l'italien OM, appartenant au groupe Fiat V.I.. La décision est donc prise de lancer un véhicule de cinq tonnes de charge utile, catégorie où se situe le gros du marché.
Pour cela, il fixe un cahier des charges assez draconien pour le futur camion. Il doit être à la fois performant, robuste, fonctionnel et confortable, d’un confort équivalent à celui d’une voiture de tourisme. En effet, Paul Berliet qui conduit une Citroën DS, a été informé que le constructeur aux chevrons avait mis au point une suspension hydropneumatique pour son futur nouveau poids lourd, le Citroën Belphégor et obtient la licence de cette suspension révolutionnaire, un combiné lames de ressorts/coussins d’air.
Malgré de grosses difficultés pour leur mise au point, les modèles de pré-série sortent en début d'année 1965, le cahier des charges a été respecté et le « Stradair » se présente d’emblée comme un véhicule hors du commun. La suspension « airlam » génère un niveau de confort inconnu pour le conducteur et son éventuel passager mais engendre une souplesse de suspension assez peu commune et pas du tout appréciée sur un poids lourd. Certains iront jusqu'à affirmer que la haute qualité de confort du chauffeur filtrant trop les imperfections de la route, ne lui feraient pas prendre conscience du danger et maintiendraient une vitesse trop élevée d'où une fatigue accrue des organes du camion qui causeraient les casses à répétition. Un autre facteur viendra encore accroître le désintérêt pour le Stradair, la loi qui limite la surface au sol des camions de distribution en ville. Le Stradair avec son long capot ne pourra jamais concurrencer les camions OM à cabine avancée. 
Si, lors de son lancement en juin 1965, l'accueil du nouveau Stradair semble être un succès avec, dans les premiers mois, près de 1 500 commandes enregistrées, très vite il tombera dans l'oubli, voire un certain rejet. Sa fabrication s'arrête en 1970 après seulement 3 000 exemplaires vendus.
Pour ne pas se voir exclure de cette catégorie de camions, Berliet a maintenu la production du GAK, son prédécesseur, jusqu'en 1971, année où le premier modèle de la gamme K est lancé. La gamme K est dérivée du Stradair mais comporte une cabine très raccourcie. Il faudra attendre 1972 pour voir d'autres versions de cette nouvelle gamme. Seule la version 770 KB 6 connaîtra un certain succès avec 1 633 exemplaires produits. Cette version était réservée pour les camions de pompiers, un marché resté réservé en France pour le constructeur jusqu'à la fin du XXᵉ siècle.

## Caractéristiques
Sous le capot, Berliet avait installé un moteur 4 cylindres de 5,9 litres développant 120 chevaux, avec une boîte à 5 rapports synchronisés. La vitesse maximale pouvait atteindre 100 km/h en charge, avec un confort digne d’une voiture. 
Dès la première année, le Stradair va engranger 1 500 commandes. Mais très vite des soucis viendront entacher la réputation du modèle. Les suspensions "Airlam" connaissent des problèmes de fiabilité, les coussins d’air se dégonflent lorsque le camion, en charge, reste trop longtemps à l’arrêt, entachant gravement la réputation du Stradair. 
La situation de la société Berliet en grandes difficultés financières change : rachetée par Michelin en 1967, la société lyonnaise intègre alors la division poids lourds de Citroën, condamnant d’une certaine manière les modèles des deux marques pour un modèle « commun ». Enfin, la limitation de circulation de la surface occupée par les camions de livraisons dans Paris, réduite à 9 m2 alors que le Stradair mesurait 11 m2, le condamnait à rester au-delà du périphérique.

### La gamme Stradair
La gamme dérivée du nouveau Stradair devait être très large et, à court terme, remplacer les antiques GAK et GBK mais il n'en sera rien. Après les déboires rencontrés avec la première série de Stradair, la clientèle resta fidèle aux camions à cabine avancée mais préféra les suspensions mécaniques classiques. 
Après les échecs successifs du « Tekel » de 1966 fabriqué à quelques dizaines d'exemplaires et celui plus cuisant du Stradair, en 1970, Berliet lance la « série K » dont la cabine reprend celle du Stradair mais avec son long capot raccourci au point que l'on pourra le classer dans la catégorie des cabines avancées.